# Ел Хордан (Алтамирано)
Ел Хордан (шп. El Jordán) насеље је у Мексику у савезној држави Чијапас у општини Алтамирано. Насеље се налази на надморској висини од 930 м.

## Становништво
Према подацима из 2005. године у насељу је живело 7 становника.

### Хронологија
| Година       | 2005 |
| ------------ | ---- |
| Становништво | 7    |

### Попис
| # | Индикатор                        | Вредност |
| - | -------------------------------- | -------- |
| 1 | Укупно појединачних домаћинстава | 2        |